# Весьегонский винзавод
Весьегонский винзавод — российское винодельческое предприятие, производящее плодовые вина, дешёвые креплёные вина и морс. Располагается в городе Весьегонск Тверской области.

## История
Основан в 1914 году местным купцом И. А. Ефремовым. Первое время винзавод носил название «Клюквенный» по основному виду перерабатываемого сырья — клюквы, которая закупалась у местного населения. В 1930-е годы завод начал производить не только плодовые вина, клюквенные соки, но и экстракты, сушеные ягоды для кондитерской промышленности. Объем выпускаемой продукции постоянно увеличивался.
Во время Великой Отечественной войны винзавод выпускал для нужд фронта морс, для экипажей подводных лодок — клюквенное вино.
Винзавод был лидером по производству плодовых вин в Советском Союзе, был известен своими клюквенными, брусничными, черничными и рябиновыми и даже черёмуховым вином. К 1980 году среднегодовой выпуск приближался к 20 млн бутылок, продукция шла на экспорт.

### С 1990 года
Начиная с 2006 года, Весьегонский винзавод выпускает свои вина под брендом «Creative Wine». В 2006—2009 годах на винзаводе была проведена полная реконструкция, был приглашён французский консультант-энолог Фредерик Вотье.
В 2009 году винзавод запустил проект винного туризма.[значимость факта?] По программе «винного туризма» Весьегонский винзавод посетило уже более 4000 человек.[значимость факта?]

## Описание
Штат на 2010 год составлял 144 человека.
Продажи завода за 9 месяцев 2010 года составили 34.5 млн руб., чистый убыток — 51.6 млн руб.
Акционерами завода являются ООО «ИК Ре-Порто» (69.9772 %), Сергей Халимонов (10,003 %) и Иванна Савчук (19.876 %).

## Продукция
Ассортимент на 2014 год — около 17 наименований полусухих и полусладких вин, которые поставляются в 31 регион России.
Гордость завода — эксклюзивное клюквенное вино «Флиртини Клюква» («Flirtini Klukva»), изготовленное из натуральных ягод.[значимость факта?]